# ريتشارد جاي وود
ريتشارد جاي وود هو رياضياتي كندي، ولد في 28 مارس 1947.